# 城堡岩 (南設得蘭群島)
城堡岩（英語：Castle Rock）是南極洲的岩石，位於南設得蘭群島，距離雪島西岸3公里，海拔高度175米，名稱可追溯至1822年，該岩石現時由南極條約體系管理。